# 欧州剣道選手権大会
欧州剣道選手権大会（おうしゅうけんどうせんしゅけんたいかい）は、1974年より3年に2度ヨーロッパ剣道連盟により開催されているヨーロッパの剣道大会。開催年は、3年に1度開催されている世界剣道選手権大会の谷間の2年である。現在は、男子団体・個人、女子団体・個人、ジュニア団体・個人の計6部門が行われ、参加者は300名以上に上っている。

## 歴代開催地と優勝国
この項目の出典は、第1回から27回まではイタリア剣道連盟HP内、欧州剣道選手権大会歴代優勝者ページ、第28回は大会公式Hp内、第29回から第31回までは国際剣道連盟HP内、各種大会ヨーロッパゾーン結果ページ、第32回は欧州剣道連盟HP内による。
なお、ここに掲載されていないが、男子個人は第1回から、女子個人は第9回から、ジュニア個人は第12回から行われている。

### 男子団体
| 回 | 年       | 開催都市                   | 開催国       | 優勝国       | 準優勝国     | 第3位        | 第3位        |
| -- | -------- | -------------------------- | ------------ | ------------ | ------------ | ------------ | ------------ |
| 1  | 1974     | ブレッチュリー             | イギリス     | イギリス     | ベルギー     | フランス     | スウェーデン |
| 2  | 1977     | ブリュッセル               | ベルギー     | フランス     | イギリス     | イタリア     | ―            |
| 3  | 1978     | シャンベリー               | フランス     | フランス     | ドイツ       | イタリア     | ―            |
| 4  | 1981     | ベルリン                   | ドイツ       | フランス     | ドイツ       | イギリス     | ―            |
| 5  | 1983     | シャンベリー               | フランス     | フランス     | ドイツ       | イタリア     | イギリス     |
| 6  | 1984     | ブリュッセル               | ベルギー     | フランス     | イギリス     | イタリア     | ―            |
| 7  | 1986     | ロンドン                   | イギリス     | ドイツ       | フランス     | オランダ     | ―            |
| 8  | 1987     | マルメ                     | スウェーデン | フランス     | ドイツ       | イタリア     | イギリス     |
| 9  | 1989     | アムステルダム             | オランダ     | スウェーデン | フランス     | ポーランド   | ドイツ       |
| 10 | 1990     | ベルリン                   | ドイツ       | フランス     | オランダ     | イギリス     | ドイツ       |
| 11 | 1992     | バルセロナ                 | スペイン     | フランス     | スウェーデン | イギリス     | ベルギー     |
| 12 | 1993     | トゥルク                   | フィンランド | フランス     | スウェーデン | オランダ     | ベルギー     |
| 13 | 1995     | グラスゴー                 | イギリス     | フランス     | ドイツ       | イタリア     | イギリス     |
| 14 | 1996     | ミシュコルツ               | ハンガリー   | フランス     | スペイン     | フィンランド | イギリス     |
| 15 | 1998     | バーゼル                   | スイス       | フランス     | ハンガリー   | スペイン     | ベルギー     |
| 16 | 1999     | ルルド                     | フランス     | フランス     | ドイツ       | イタリア     | オランダ     |
| 17 | 2001     | ボローニャ                 | イタリア     | フランス     | イタリア     | ハンガリー   | スウェーデン |
| 18 | 2002     | ナント                     | フランス     | ハンガリー   | フランス     | スペイン     | スウェーデン |
| 19 | 2004     | ブダペスト                 | ハンガリー   | フランス     | フィンランド | イタリア     | ドイツ       |
| 20 | 2005     | ベルン                     | スイス       | スペイン     | フランス     | イタリア     | ドイツ       |
| 21 | 2007     | リスボン                   | ポルトガル   | フランス     | スペイン     | ドイツ       | イギリス     |
| 22 | 2008     | ヘルシンキ                 | フィンランド | フランス     | ドイツ       | スペイン     | イギリス     |
| 23 | 2010     | デブレツェン               | ハンガリー   | フランス     | イタリア     | オランダ     | ポーランド   |
| 24 | 2011     | グディニャ                 | ポーランド   | ハンガリー   | イタリア     | ドイツ       | スイス       |
| 25 | 2013     | ベルリン                   | ドイツ       | フランス     | ベルギー     | ハンガリー   | スペイン     |
| 26 | 2014     | クレルモン＝フェラン       | フランス     | イタリア     | フランス     | スイス       | スペイン     |
| 27 | 2016     | スコピエ                   | 北マケドニア | フランス     | ポーランド   | スウェーデン | スペイン     |
| 28 | 2017     | ブダペスト                 | ハンガリー   | フランス     | イタリア     | ハンガリー   | ポーランド   |
| 29 | 2019     | ベオグラード               | セルビア     | フランス     | セルビア     | ポーランド   | スペイン     |
| 30 | （2020） | 新型コロナの影響により中止 |              |              |              |              |              |
| 31 | 2022     | フランクフルト             | ドイツ       | フランス     | イタリア     | ポーランド   | ドイツ       |
| 32 | 2023     | ボーヴェ                   | フランス     | フランス     | ベルギー     | スペイン     | ポーランド   |

### 女子団体
| 回 | 年       | 開催都市                   | 開催国       | 優勝国       | 準優勝国     | 第3位        | 第3位        |
| -- | -------- | -------------------------- | ------------ | ------------ | ------------ | ------------ | ------------ |
| 12 | 1993     | トゥルク                   | フィンランド | ドイツ       | フランス     | イタリア     | フィンランド |
| 13 | 1995     | グラスゴー                 | イギリス     | ドイツ       | フランス     | スイス       | イギリス     |
| 14 | 1996     | ミシュコルツ               | ハンガリー   | フィンランド | ドイツ       | フランス     | スイス       |
| 15 | 1998     | バーゼル                   | スイス       | スイス       | フィンランド | イタリア     | フランス     |
| 16 | 1999     | ルルド                     | フランス     | フィンランド | イタリア     | フランス     | スイス       |
| 17 | 2001     | ボローニャ                 | イタリア     | フィンランド | イタリア     | フランス     | イギリス     |
| 18 | 2002     | ナント                     | フランス     | フランス     | ハンガリー   | スイス       | イギリス     |
| 19 | 2004     | ブダペスト                 | ハンガリー   | ハンガリー   | ドイツ       | フィンランド | フランス     |
| 20 | 2005     | ベルン                     | スイス       | ドイツ       | ハンガリー   | ポーランド   | フランス     |
| 21 | 2007     | リスボン                   | ポルトガル   | ドイツ       | ポーランド   | イタリア     | フランス     |
| 22 | 2008     | ヘルシンキ                 | フィンランド | ドイツ       | フランス     | イタリア     | フィンランド |
| 23 | 2010     | デブレツェン               | ハンガリー   | フランス     | ドイツ       | ハンガリー   | フィンランド |
| 24 | 2011     | グディニャ                 | ポーランド   | ドイツ       | ハンガリー   | フランス     | オランダ     |
| 25 | 2013     | ベルリン                   | ドイツ       | ドイツ       | フランス     | オランダ     | ハンガリー   |
| 26 | 2014     | クレルモン＝フェラン       | フランス     | イタリア     | オランダ     | ドイツ       | フランス     |
| 27 | 2016     | スコピエ                   | 北マケドニア | フランス     | セルビア     | イタリア     | ドイツ       |
| 28 | 2017     | ブダペスト                 | ハンガリー   | フランス     | ポーランド   | ハンガリー   | オランダ     |
| 29 | 2019     | ベオグラード               | セルビア     | オランダ     | フランス     | スイス       | ポーランド   |
| 30 | （2020） | 新型コロナの影響により中止 |              |              |              |              |              |
| 31 | 2022     | フランクフルト             | ドイツ       | フランス     | ドイツ       | ポーランド   | フィンランド |
| 32 | 2023     | ボーヴェ                   | フランス     | フランス     | ポーランド   | ドイツ       | オランダ     |

### ジュニア団体
| 回 | 年       | 開催都市                   | 開催国       | 優勝国   | 準優勝国     | 第3位      | 第3位    |
| -- | -------- | -------------------------- | ------------ | -------- | ------------ | ---------- | -------- |
| 21 | 2007     | リスボン                   | ポルトガル   | フランス | スペイン     | ポーランド | ドイツ   |
| 22 | 2008     | ヘルシンキ                 | フィンランド | フランス | スウェーデン | ポーランド | ドイツ   |
| 23 | 2010     | デブレツェン               | ハンガリー   | ロシア   | ハンガリー   | スイス     | フランス |
| 24 | 2011     | グディニャ                 | ポーランド   | フランス | セルビア     | スペイン   | ロシア   |
| 25 | 2013     | ベルリン                   | ドイツ       | フランス | ルーマニア   | ハンガリー | イタリア |
| 26 | 2014     | クレルモン＝フェラン       | フランス     | フランス | ドイツ       | ポーランド | ベルギー |
| 27 | 2016     | スコピエ                   | 北マケドニア | イタリア | ドイツ       | フランス   | チェコ   |
| 28 | 2017     | ブダペスト                 | ハンガリー   | ロシア   | フランス     | イタリア   | ドイツ   |
| 29 | 2019     | ベオグラード               | セルビア     | セルビア | ロシア       | フランス   | チェコ   |
| 30 | （2020） | 新型コロナの影響により中止 |              |          |              |            |          |
| 31 | 2022     | フランクフルト             | ドイツ       | セルビア | フランス     | ポーランド | スイス   |
| 32 | 2023     | ボーヴェ                   | フランス     | フランス | ポーランド   | イギリス   | スイス   |